# Francisco Pagés y Belloc
Francisco Pagés y Belloc (Sevilla, 1854-Sevilla, 1927) fue un político y profesor español, rector de la Universidad de Sevilla y senador en las Cortes de la Restauración.

## Biografía
Nacido el 26 de mayo de 1854 en Sevilla, estudió en las Facultades de Filosofía y Letras y de Derecho de la Universidad de Sevilla. Más adelante trabajó como catedrático auxiliar de la Facultad de Letras de dicha universidad, hasta que por real orden del 26 de febrero de 1898, obtuvo en propiedad la cátedra de Historia de España de dicho centro, del que fue rector. En 1914 pasó a ocupar el cargo de senador por dicha institución (1914-1923). En 1917, en el acto de la apertura del curso, leyó un discurso sobre el tema Últimas negociaciones acerca de la independencia de la América española continental, publicado en un abultado volumen. Falleció hacia el 21 de diciembre de 1927 en Sevilla.